# Günther Kaufmann
Pour les articles homonymes, voir Kaufmann.
Günther Kaufmann est un acteur allemand né le 16 juin 1947 à Munich, et mort le 10 mai 2012 à Berlin.

## Biographie
Günther Kaufmann naît en 1947 à Munich, dans le quartier de Schwabing. Son père est un soldat afro-américain de la zone d'occupation américaine en Bavière  et sa mère est allemande. Günther Kaufmann commence sa carrière de comédien en 1970, par le biais de la figuration : il apparaît dans une adaptation télévisée de Baal, une pièce de Bertolt Brecht, que réalise Volker Schlöndorff. C'est alors qu'il rencontre Rainer Werner Fassbinder qui est acteur en tête d'affiche dans cette production télévisée. Fassbinder, qui s'intéresse à Kaufmann, lui attribue un rôle mineur dans Les Dieux de la peste. Kaufmann, bien que marié, et Fassbinder entament alors une relation amoureuse qui durera deux années. Cette relation passionnelle est ponctuée de périodes mouvementées et orageuses : C'est précisément dans cette période que Günther Kaufmann a deux enfants de sa femme. Et Fassbinder quant à lui épouse Ingrid Caven, qui tourne aussi dans les films de Rainer. Celui-ci donne à Kaufmann son premier rôle important dans Whity (1971). Puis il est un GI dans Lola, une femme allemande (1981). On le retrouve l'année suivante dans Le Secret de Veronika Voss (1982), et la même année, il joue le rôle de l'amant de Brad Davis dans Querelle, une adaptation du roman Querelle de Brest de Jean Genet. C'est cette année que disparaît prématurément Fassbinder, qui n'avait pas abandonné professionnellement Kaufmann après la fin de leur liaison. Dès lors, ce dernier peine à retrouver des rôles au cinéma. Il revient à cette époque vers des productions télévisées, où on le voit dans des séries allemandes, comme Unsere Schule ist die Beste (1994-1995), et Inspecteur Derrick (1998).

### Scandale
En 2001, le conseiller financier de Kaufmann est retrouvé mort asphyxié. L’acteur et sa femme sont rapidement soupçonnés d'assassinat lorsque l'on apprend que le couple cherche à dissimuler au fisc une somme de 500 000 euros, ce qui fait d'eux des suspects idéaux. Mais en 2002, un jugement déclare la mort du conseiller accidentelle, à la suite d'une vive altercation qui aurait mal fini entre les deux hommes. Cependant, Günther est condamné à quinze ans de prison pour extorsion ayant entraîné la mort. Kaufmann s'accuse du meurtre pour préserver sa femme des interrogatoires de police, celle-ci souffrant d'un cancer avancé. En 2004, il publie son autobiographie Le Nègre blanc d’Hasenbergl dans laquelle il s'étend sur cette affaire. Il est libéré en 2005 et reprend les chemins des studios de télévision et du cinéma. En 2009, il joue dans Vic le Viking, un film pour jeune public, dont il tourne la suite en 2011.
Günther Kaufmann meurt brusquement le 10 mai 2012 à l'âge de 64 ans, victime d’une crise cardiaque alors qu’il marchait dans le quartier de Grunewald à Berlin. Il préparait un film à caractère autobiographique dont la réalisation devait avoir lieu en 2013.

## Filmographie
Cinéma
- 1970 : Les Dieux de la peste (Götter der Pest) de Rainer Werner Fassbinder
- 1970 : Prenez garde à la sainte putain (Warnung vor einer heiligen Nutte) de Rainer Werner Fassbinder avec Eddie Constantine
- 1971 : Whity de Rainer Werner Fassbinder
- 1971 : Ludwig, requiem pour un roi vierge (Ludwig : Requiem für einen jungfräulichen König) de Hans-Jürgen Syberberg
- 1974 : 1 Berlin-Harlem de Lothar Lambert et Wolfram Zobus
- 1978 : L'Année des treize lunes (In einem Jahr mit 13 Monden) de Rainer Werner Fassbinder
- 1979 : Le Mariage de Maria Braun (Die Ehe der Maria Braun) de Rainer Werner Fassbinder
- 1979 : La Troisième Génération (Die dritte Generation) de Rainer Werner Fassbinder
- 1981 : Lola, une femme allemande (Lola) de Rainer Werner Fassbinder
- 1981 : Heute spielen wir den Boß (Die Blonde mit den scharfen Kurven / Wo geht's denn hier zum Film?) de Peer Raben
- 1982 : Le Secret de Veronika Voss (Die Sehnsucht der Veronika Voss) de Rainer Werner Fassbinder
- 1982 : Kamikaze 1989 de Wolf Gremm
- 1982 : Querelle de Rainer Werner Fassbinder
- 1982 : Die wilden Fünfziger de Peter Zadeck
- 1982 : Krieg und Frieden de Volker Schlöndorff, Alexander Kluge, Axel Engtfeld et Stefan Aust
- 1985 : Otto – Der Film de Xaver Schwarzenberger et Otto Waalkes
- 1986 : Whopper Punch 777 de Jürgen Tröster
- 1988 : Beim nächsten Mann wird alles anders de Xaver Schwarzenberger
- 2001 : Fassbinder in Hollywood, documentaire de Robert Fischer (chansons)
- 2007 : Weiße Lilien de Christian Frosch
- 2007 : Leroy d'Armin Völckers
- 2008 : Mord ist mein Geschäft, Liebling (en) de Sebastian Niemann
- 2009 : Vic le viking (Wickie und die starken Männer) de Michael Herbig
- 2009 : L'Homme à la Jaguar rouge (Der Mann im roten Jaguar kommt zurück) de Cyrill Boss et Philipp Stennert
- 2010 : Homies d'Adnan Köse
- 2011 : Wickie auf großer Fahrt de Christian Ditter
- 2011 : Türkisch für Anfänger de Bora Dagtekin
- 2012 : Kleine Morde d'Adnan Köse

Télévision
- 1970 : Le Café (Das Kaffeehaus) de Rainer Werner Fassbinder
- 1970 : Le Voyage à Niklashausen (Niklashauser Fart) de Rainer Werner Fassbinder et Michael Fengler
- 1971 : Rio das Mortes de Rainer Werner Fassbinder
- 1977: Inspecteur Derrick - Une nuit d'octobre (Eine Nacht im Oktober, saison 4, épisode 3) de Wolfgang Becker
- 1998: Inspecteur Derrick - Rendez-moi mon père (Die Tochter des Mörders, saison 25, épisode 1) de Dietrich Haugk
- 1998 : Inspecteur Derrick - Chant d'oiseaux (Mama Kaputtke, saison 25, épisode 4) d'Alfred Weidenmann
- 1998 : Inspecteur Derrick - Le Grand jour (Das Abschiedsgeschenk, saison 25, épisode 5) de Dietrich Haugk

Photographe de plateau
- 1962 : Tunnel 28 (Escape from East Berlin) de Robert Siodmak

## Sources
- notice nécrologique en anglais
- notice nécrologique en allemand
- Article de Wikipédia en allemand